# 開路地藏王廟
23°46′01″N 120°19′13″E / 23.766879°N 120.320159°E
開路地藏王廟，位於臺灣雲林縣崙背鄉大有村、縣道156號五魁橋處，為五魁村人廖至永於2005年建立，以求交通平安。

## 由來
隨著麥寮鄉第六套輕油裂解廠建立，縣道156號車流量暴增。縣道156號在崙背鄉大有村與五魁村交界處彎道幅度達75度，以至於車子若失速就可能會撞上該處的五魁橋。1994年到2001年間，該地累計就有11死9傷的車禍紀錄。1995年3月27日凌晨，1輛往麥寮方向的喜美轎車撞上此便橋左側護欄，4名20到18歲的崙背鄉男鄉民死亡。該年5月21日下午，2車在五魁橋相撞，李姓司機妻子、祖母、母親、阿姨這4人身亡。五魁村溫天來說自己在村長任內，曾一再爭取在彎道設置反光式的紐澤西護欄及路燈，但被政府以車流不足來回絕。2003到2004年又有2死9傷的車禍紀錄。

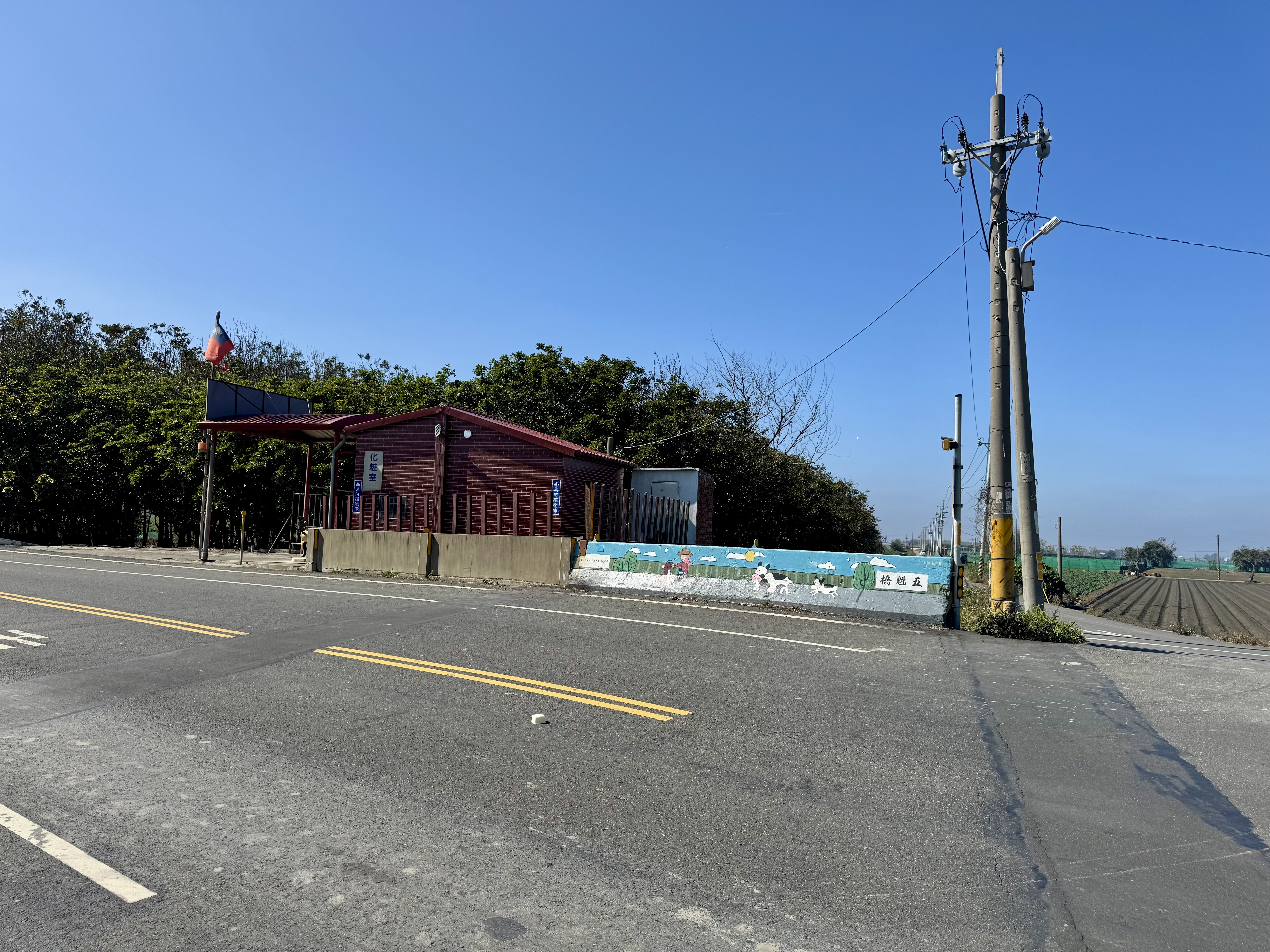
開路地藏王廟與五魁橋

因地藏王菩薩被認為能化解交通意外，交通部公路總局於2005年在臺灣本島東南西北四方各設置了1座地藏王菩薩雕像。該年農曆三月，前五魁村長廖至永為祈求五魁橋處道路平安，依兒子廖晉賢建議，蓋了臨時的木造小祠，以祭拜地藏王菩薩。大有村長陳進利表示，此廟完成一年後未曾發生死亡車禍、警方的肇事件數紀錄也顯示為零。警方認為當地2005年全年與至2006年夏天尚無肇事紀錄，是因此廟有燈光作提醒，且工務單位也增設反光路面標記、水銀燈、凸面鏡。
之後，廖志永發起勸募，以擴建至現況約8坪大的磚造建築。藉由土木師傅許金柱義務興建，於2006年農曆七月二十九日(陽曆8月22日)入火安座。其廟聯「東西如地玉佛門，萬心和平順路行」意味在此東西向交通要道如同佛門，過路人都能平安通過。每逢中元普渡，村民會準備普品至此舉行普渡儀式。
至2020年，崙背鄉代表會主席蔡誌山說到，因開路地藏王廟建廟後十多年當地即便有車禍也僅是零星車損，當地居民除感謝地藏菩薩庇佑之外，也感念前村長廖至永的善念。